# Brădăcești
Brădăcești – wieś w Rumunii, w okręgu Vrancea, w gminie Nereju. W 2011 roku liczyła 293
mieszkańców